# The Ramblers
The Ramblers são uma banda de Blues Rock de Lisboa criada em 2007. A abertura dos concertos de B.B. King (Rock 'n' Roll Hall Of Fame), Ian Siegal  (UK Blues Hall Of Famer), Carvin Jones (Guitarrist Magazine 50 Greatest Blues Guitarrists of All-Time), Paulo Gonzo (o multi-platinado pioneiro do blues em portugal com a Go graal blues band)  ou Blasted Mechanism (“Best Portuguese Act” - MTV Europe Music Awards), são apenas alguns dos palcos já pisados pela banda portuguesa. Em Espanha já passaram por festivais como o SubeRock ou o Cáceres Internacional Blues Festival
Em 2018 venceram o Concurso de Bandas Ibérico do Festival SubeRock, realizado na Estremadura em Espanha - de entre 140 bandas de Portugal e Espanha, foram selecionados para a final Top 3 ao vivo no Festival, que acabaram por ganhar. Foram também escolhidos pela revista francesa "Autrement Blues - Blues & Co" e pelo Greek Ambassador of The Blues Hall Of Fame Michael Limnios como uma das bandas representativas da "cena" Blues na Península Ibérica.
O seu  EP «Yer Vinyl» (Mobydick Records, 2012) levou a uma tour nacional entre 2012 e 2013 com mais de 40 datas, passando por 16 cidades diferentes e em todos os tipos de palco e formato: Festivais, Clubes, Bares, Salas de Espectáculo ou Teatros.
«Wet Floor» (Music In My Soul, 2015) é o primeiro Long-Play da banda e conta com a produção e gravação de Uriel Pereira (ex-Go Graal Blues Band - mítica banda blues portuguesa dos anos 70) e com a masterização de Filipe Feio (do Estúdio Vale de Lobos).
2018 marca também o lançamento do seu 4º trabalho de estúdio - «Corcel Kennedy» - como edição de autor. A distribuição digital ficou a carga da plataforma espanhola EMU Bands, fruto da presença dos Ramblers como única banda portuguesa no Top 3 final do concurso ibérico do Festival SubeRock 2018 em Espanha. "Corcel Kennedy" foi gravado durante a mini-tour ibérica dos lisboetas em formato live, sem filtros, overdubs ou edições nos estúdios da Lemon Drops Media.
Venceram o concurso do BB Blues Portugal, sendo eleitos para representar Portugal na 10° edição do European Blues Challenge em 2020, a maior competição de Blues da Europa, organizado pela European Blues Union, no entanto o evento acabou por não acontecer devido à pandemia de COVID-19.

## Concertos de destaque
- Festa do Avante - 2009[23]
- 1º parte de BB King, Sabrosa - 2010[24][25]
- Queima das Fitas de Coimbra - 2011[26]
- Queima das Fitas de Peniche - 2011[27]
- Festival Acústico Alvor FM (Teatro TEMPO), 2012[28]
- Arraial do Técnico  - 2012[29]
- Lisbon Blues Fest - 2013[30]
- Noites de Jazz e Blues de Gaia [1ª parte de Carvin Jones] - 2013[31]
- Festival Santa Maria Blues, Açores - 2014[32]
- BB Blues Fest - 2014, 2018[33][34]
- Festival Glória ao Rock - 2015[35]
- Casino Lisboa - 2012, 2013, 2014, 2015, 2016[36][37][27]
- 1ª Parte Ian Siegal [UK Blues Hall Of Fame], Moita - 2015[38]
- Festival de Blues do Porto - 2016[39]
- BB Blues Nights - 2016[40]
- Sons No Parque [1ª parte de Blasted Mechanism], Alijó - 2017[41]
- Festival de Blues da Guarda - 2017[42][43]
- Festival Internacional de blues de faro - 2018[44]
- SubeRock, Espanha - 2018[45]
- Wine & Blues Festival, Viana do Castelo - 2018[46][47][48]
- Caloura Blues [1ª parte de Paulo Gonzo], Açores - 2019[49][50][5][51][52]
- Cáceres Internacional Blues Festival, Espanha - 2019[7][8]